# Camping à la ferme
Pour l’article homonyme, voir Camping à la ferme (film).
Le camping à la ferme est un terme courant désignant une forme dérivée de camping ou d'accueil en hôtellerie de plein air, situé sur un terrain appartenant à une exploitation agricole, où la famille d'agriculteurs accueille directement ses hôtes. Il est ainsi considéré comme un mode d'accueil chez l'habitant. L'implantation sur l'exploitation favorise la découverte du mode de vie agricole ou rural.
En France, tous les campings dit à la ferme dépendent de la réglementation concernant les terrains déclarés et donc sont soumis au code de l'Urbanisme. Ils sont ainsi repris comme terrain de camping classique avec tout ce que cela implique comme obligations telles que assurances, etc. et ne sont pas considérés vis-à-vis-de la loi française comme « accueil chez l'habitant ».
Réf: articles R.421-19, R.421-23. R.443-6-4 du code de l'Urbanisme français.
Forme d'agritourisme, l'activité de camping permet un complément de revenu à l'agriculteur, et s'accompagne parfois de vente de produits fermiers ou de restauration à la ferme. Les modalités du développement de l'activité peuvent varier selon les pays.

## Histoire
L'accueil à la ferme remonte à la fin du XIXe siècle dans le Sud Tyrol ou dans la campagne anglaise sous la forme de chambres d'hôtes,. Il s'est par la suite développé en Europe, à partir des années 1960, lorsque l’offre d’hébergement en milieu rural a été complétée par une proposition d’activités de loisirs. Le développement de ce qu'on appelle l'agritourisme repose « quasi exclusivement sur l'hébergement : camping à la ferme, chambres d'hôtes, gîtes ruraux ».
Dans la deuxième moitié du XXe siècle, le géographe Roger Béteille note une multiplication de grands terrains de campings en milieu agricole, proposant divers types d'hébergements à tendances pérennes, dans « le Bassin de Londres, les Midlands ou les campagnes périphériques des principales agglomérations du Benelux ». L'activité se développe dans les décennies suivantes sans pour autant prendre de grandes proportions. Cet accueil paysan se fait principalement à proximité des grandes agglomérations, dans les arrière-pays immédiats des zones touristiques littorales ou dans l'espace montagnard.

## Structure d'accueil

### Terrain de camping et hébergements
Un terrain de camping à la ferme propose des emplacements à la location sur lesquels les voyageurs peuvent séjourner avec leurs tentes, caravanes ou autocaravanes.
L'installation sur le terrain de l'exploitation agricole revêt une forme de recherche de calme, dans un cadre campagnard, contrairement aux campings traditionnels des stations balnéaires ou de lieux touristiques majeurs. Les touristes perçoivent le camping dans un cadre agricole comme « une recherche d’authenticité et d’œuvre de salut ». Il semble également que les campeurs recherchent une sorte d'authenticité dans l'accueil et les paysages agricoles. En effet, sa localisation sur l'exploitation permet également aux vacanciers la découverte du mode de vie agricole ou rural et de ses activités spécifiques.
Le nombre d'emplacements limités, comme le stipulent les législations françaises ou belges (voir ci-après), reste un critère privilégié dans la mesure où l'activité touristique reste annexe par rapport à l'activité principale.

### Équipements
Le terrain d'accueil propose selon les normes en vigueur dans chaque pays ou région, des installations d'hygiène mises à disposition des campeurs (point d'eau potable, toilettes, douches avec eau chaude, lavabo, poubelles), des points d'accès à l'électricité.
En fonction des normes de sécurité en vigueur pour les établissements recevant du public, et des commissions de sécurité locales on peut remarquer entre autres la présence d'extincteurs et de plans d'évacuation (incendie, inondation…).

## Un complément de revenu pour l'agriculteur
Le camping à la ferme est à placer dans un contexte de diversification des activités, que l'on nomme parfois tourisme à la ferme. En France, le « tourisme à la ferme » est défini par « les activités de restauration seule (...), d’hébergement seul (camping à la ferme, gîte rural, gîte d’étape, gîte de groupe, chambre d’hôte, etc.), de restauration et hébergement. ». On place également cette activité dans le tourisme rural, prenant la forme d'agritourisme, et de tourisme vert. Pour le géographe Roger Béteille, dans un article comparant des régions françaises et britanniques, paru en 1997, rappelle que la diversification est souvent mise en place afin de pallier une baisse des revenus en temps de crise. Le choix du camping à la ferme pour l'exploitant est assez ancien et est perçu comme une forme de diversification peu contraignante. Toutefois cette activité d'accueil en camping ne peut se faire qu'en complément d'une activité agricole peu absorbante pour les agriculteurs et ne se limiterait qu'à la période estivale la plupart du temps.

## Le camping à la ferme dans les pays

### Union européenne
Un rapport pour la Commission européenne de 1993 faisait un état des lieux de la pratique du camping à la ferme dans l'espace européen, observant qu'elle était « peu présente en Irlande (la préférence est donnée aux hébergements en dur à la ferme et à la petite hôtellerie), en Grèce (le camping est peu encouragé pour des raisons d'ordre environnemental), en Italie et au Portugal ; il connaît en revanche un large développement aux Pays-Bas (principale forme de l'accueil à la ferme), en Allemagne (5 % des exploitations agricoles), en France (sous les deux formes du camping à la ferme traditionnel et des aires naturelles de camping), en Grande-Bretagne ; il est aussi présent en Belgique et en Espagne ». Toutefois, ce rapport classe le camping à la ferme dans le camping rural, l'associant avec les campings ruraux privés et les campings ruraux municipaux. Un tableau permettait ainsi de présenter les différentes classifications nationales à cette période (p. 33).

### Belgique
En Wallonie, la Réglementation relative aux terrains de camping touristique et aux terrains de caravanage ne considère que la notion de « terrains de camping touristique » comme appellation protégée depuis la réglementation de 1991. Le Code wallon du Tourisme organise le camping à la ferme sur son territoire et donne une définition stricte quant à sa localisation sur un « terrain de camping à la ferme » appartenant à une exploitation agricole, mais excluant la présence de caravanes de type résidentiel. L'Atlas - Lexique administratif et juridique wallon considère que la « caravane de type résidentiel » comprend uniquement les caravanes, ainsi que les « caravanes dites « chalets » caractérisées par un revêtement en bois ou en matériaux y ressemblant par l’aspect ». Un agriculteur souhaitant développer une activité de camping doit adhérer à une association spécifique de tourisme à la ferme ayant reçu un agrément. Par ailleurs, la durée d'ouverture du camping à la ferme est également soumise à des périodes précises.
Le code précise que le terrain doit se situer à une « distance raisonnable des bâtiments agricoles », pour être à proximité des équipements d"hygiène et pour rester sur le territoire de la ferme,. Le terrain de camping ne peut accueillir qu'un certain nombre de touristes selon la période (durant l'été 60 personnes pour 20 hébergements, en dehors de cette période 45 personnes pour 15 hébergements).

### France

#### Origine
La création du concept de camping à la ferme en France est revendiqué par le Comité d’action et de rénovation rurale du Naucellois (CARRNAU) et son président Paul Cousty en 1968,,. Il se développe à partir de 1972 dans l'Avesnois,.
À la fin des années 1970, le gouvernement réglemente le camping à la ferme avec la législation sur les aires naturelles de camping. Dans un rapport de 1977, le conseil économique et social constate l'existence de 1 021 campings à la ferme en France, pour 21 000 emplacements. Les campings à la ferme sont alors limités à cinq installations (tente ou caravane) pour vingt lits maximum. Les agriculteurs proposant cette offre bénéficient d'une subvention du ministère de l'Agriculture donnant droit à un taux réduit de TVA. Ces avantages sont parfois dénoncés comme la pertinence de leur existence, notamment dû à l'absence de contrôle,,. Le camping à la ferme est conçu comme un moyen de développer le tourisme dans les zones rurales et de lutter contre le camping sauvage. En 1984, l'INSÉÉ recense une capacité d'hébergement en camping à la ferme de 277 056. En 1988, 123 503 emplacements sont disponibles dans les campings à la ferme déclarés en France, dont 68 485 dans des communes rurales. 

#### État des lieux
En  1995, selon une étude menée par les journalistes de Libération, le territoire français comptait 11 600 campings, dont 2 300 appartenaient au monde rural (campings communaux) ou à la ferme. Le Service central des enquêtes et études statistiques (SCEES) du  Ministère de l'Agriculture indiquait, à travers sa publication Agreste - Primeur, que « Moins de 2 % des exploitations proposaient un hébergement » en 2002 (1,9 %), chiffre un peu plus élevé que celui observé en 1988 (1,5 %). D'après le recensement agricole de 2005, on observe une certaine évolution avec environ 17 700 exploitations agricoles, soit 3 % de l'ensemble des exploitations que compte le territoire, ont une activité annexe liée au tourisme, dont les deux tiers offrent un mode d'hébergement et 16 % une activité de restauration.
En 2014, la Fédération française de camping et de caravaning (FFCC) comptabilise 9842 campings. La FFCC dénombre 1461 terrains dits ruraux correspondant aux aires naturelles et campings à la ferme, proposant ainsi 23 415 emplacements.

#### Réseaux
L'agriculteur loueur adhère à un des deux réseaux existant et à leurs règlements, le nombre d'emplacements relativement grands et espacés est limité à six maximum. Le cahier des charges d'un camping à la ferme, appelé également campings en ferme d'accueil, ou camping rural est de cinq emplacements maximum pour le réseau Bienvenue à la ferme et de six pour le réseau Accueil paysan. Le contact avec l'agriculteur ou l'agricultrice et éventuellement sa famille est privilégié. Il permet aux campeurs de découvrir l'activité de l'exploitant agricole et la région. Certains sont échus à l'écotourisme ou au naturisme.  Le gérant peut parfois proposer des aires de jeux, des abris de détente, une salle d'activité et des animations.
La marque Bienvenue à la ferme propose une appellation non réglementaire « campings en ferme d'accueil ». En 2005, elle regroupe 435 campings. Il s'agit en réalité d'une marque collective que l'association Agriculture et tourisme gère, association affiliée à la Fédération Française de Camping et de Caravaning Le cahier des charges est ainsi spécifique à cette marque.

### Vidéographie
- Alex Decotte, « Le camping à la ferme », RST -Émission « A Bon Entendeur »,‎ 18 janvier 1982 (lire en ligne)